# حلقات شبكة القتال
حلقات شبكة القتال (بالإنجليزية: Fighting Network Rings)‏ تم تسجيل العلامة التجارية باسم رينغز (بالإنجليزية: RINGS)‏، وهي عبارة عن منظمة يابانية للرياضات القتالية عاشت ثلاث فترات متميزة: الترويج لأسلوب مصارعة شوت بوروريسو منذ افتتاحها حتى عام 1995، والترويج للفنون القتالية المختلطة منذ عام 1995 حتى إلغاء تأسيسها في عام 2002، وترويج فنون القتال المختلطة الذي تم إحياؤه من عام 2008 فصاعدًا.